# Straight from the Lab
Straight from the Lab je trenutno edini mixtape ameriškega raperja Eminema, izdan leta 2003. 

## Track listing
| Št. | Naslov                                            | Producenti                | Dolžina |
| --- | ------------------------------------------------- | ------------------------- | ------- |
| 1.  | „Monkey See, Monkey Do‟                           | Eminem                    | 3:40    |
| 2.  | „We As Americans‟                                 | Eminem, L. Resto          | 4:39    |
| 3.  | „Love You More‟                                   | Dr. Dre, Eminem, L. Resto | 4:56    |
| 4.  | „Can-I-Bitch‟                                     | Mike Elizondo             | 5:06    |
| 5.  | „Bully‟                                           | Eminem                    | 5:17    |
| 6.  | „Come on In‟ (featuring D12)                      | Eminem                    | 4:34    |
| 7.  | „Hailie's Revenge‟ (featuring D12 and Obie Trice) | Kon Artis AKA Mr.Porter   | 5:14    |